# Chiesa di San Pietro Apostolo e Martire (Algua)
La chiesa di San Pietro Apostolo e Martire è un luogo di culto cattolico di Sambusita, frazione di Algua, in provincia e diocesi di Bergamo, facente parte del vicariato di Selvino-Serina. La chiesa è stata unita con quella parrocchiale di Sant'Antonio Abate accorpandone i due titoli con decreto del 20 novembre 1986.

## Storia
La chiesa di Sambusita ha origini antiche, costruita sul territorio che veniva definito La Costa era nel XII secolo censo episcopale come indicato nell'atto notarile del 17 maggio 1186 rogato dal notaio Ottobonus nel quale si evince che il vescovo Guala concesse un'investitura perpetua sul terreno della frazione: …vicino set circunvicinos, scilicet illos de vicinatia Bracha et de Cosata et de Sambuxeta et de Leverne…. I vescovi di Bergamo godevano quindi dei diritti sui territori montani. 
Nel 1260 secolo il presbitero dell'Ecclesia di san Pietro aveva l'obbligo di versare il censo alla curia di Roma, come risulta dall'elenco delle chiese bergamasche avente obbligo di imposte romane. Poteva abitare la località solo quattro mesi all'anno e nei restanti doveva trasferirsi nelle altre chiese del territorio, e solo dal 1260 risulta che avesse diritto a trattenere una parte degli offerte per il proprio sostentamento.

Gio Giacomo Matenzi, cancelliere diocesano, nel 1666-1667 nel documento Sommario delle sacre chiese di Bergamo e diocesi riporta la chiesa facente parte della pieve di Dossena. La visita pastorale di san Carlo Borromeo del 26 settembre 1575 testimoniano la chiesa con cinque altari.
Nel Settecento venne ricostruita la chiesa in stile neoclassico come era usanza sul territorio. Nel 1778 gli atti redatti dal parroco in occasione della visita pastorale del vescovo Giovanni Paolo Dolfin descrivono la nuova chiesa completa di cinque altari gestiti dalle diverse congregazioni. Quello maggiore dalla congregazione del Santissimo Sacramento, l'altare della Madonna del Rosario gestito dalla omonima confraternita e un terzo dedicato a sant'Antonio Abate dalla congregazione della Madonna del Carmine. La chiesa ebbe bisogno di un nuovo restauro nei primi anni del XX secolo, con rifacimento degli affreschi e un riordino del sagrato.
Con decreto del 27 maggio 1979 la chiesa fu inserita nel vicariato locale di Selvino-Serina, e nel 1986 accorpata alla chiesa di Sant'Antonio di Rigosa.

## Descrizione

### Esterno
La chiesa dal classico orientamento a est con la vicina canonica unita attraverso il porticato, è preceduta dall'ampio sagrato. La facciata divisa su due ordini dalla cornice avente copertura a coppi, presenta nell'ordine inferiore l'ingresso con contorni in pietra martellinata. Nel secondo vi è un'ampia finestra atta a illuminare l'interno dell'edificio. La facciata termina con il grande timpano triangolare, con l'epigrafe che conferma l'intitolazione della chiesa a san Pietro apostolo. La croce in pietra è posta a concludere l'impianto architettonico sulla punta del timpano.

### Interno
L'unica navata della chiesa è divisa in cinque campate da lesene aventi la base in marmo e culminanti con capitelli corinzi. Le lesene sorreggono la trabeazione fregiata che è superata dal cornicione sul quale poggia la volta a tutto sesto. L'aula è illuminata non solo dalla finestra presente in facciata, ma anche da quelle poste sopra il cornicione, due per lato e due sull'abside che illuminano il coro del presbiterio. La prima e la quinta campana sono di raccordo a quella successiva e al presbiterio. A sinistra della prima campata si conserva la statua lignea di san Pietro nello spazio dove vi era il fonte battesimale; nella zona contrapposta vi è la statua di san Carlo Borromeo.
La seconda campata è dedicata all'accesso laterale della cappella esterna di San Rocco a destra e all'atto penitenziale a sinistra. Gli ingressi laterali sono presenti nella terza campata mentre la quarta ha le due cappelle laterali. La cappella di sinistra dedicata alla Madonna del Rosario, è completa di altare marmoreo con pala d'altare inserita nel complesso terminante con angeli che sorreggono il timpano spezzato. La cappella corrispondente è dedicata al santissimo Cuore di Gesù anche questa completa di altare marmoreo. L'ultima campata è di raccordo con il presbiterio e culminante con l'arco trionfale e con le aperture che collegano alla sagrestia e alla torre campanaria, aventi nella parte superiore i due pulpiti in legno laccato completi di capocielo.
L'interno termina con il presbiterio a cui si accede da cinque gradini in marmo di Carrara. L'abside semicircolare con la copertura catino è completa di coro ligneo.